# Шо, Берни
Берни Шо (Шоу, англ. Bernie Shaw; род. 15 июня 1956, Виктория, Британская Колумбия) — канадский рок-певец. Наиболее известен как участник группы Uriah Heep, в которой выступает с 1986 года.

## Биография
В начале 1970-х Берни мечтал стать рок гитаристом. Он купил себе «Gibson SG Special» и приступил к занятиям. Когда местная группы «Cold Sweat» искала второго гитариста в 1974 году Шо пришёл на прослушивание, но бас-гитарист группы посоветовал ему купить микрофон и приходить на следующей неделе. Берни последовал этой рекомендации и когда он прослушался как певец, группа взяла его в качестве своего нового вокалиста. Впоследствии «Cold Sweat» изменила своё название на «Buckshot». С этим именем они гастролировали в течение нескольких месяцев. Летом 1977 года группа распалась из-за отсутствия успеха.
Его следующая группа называлась «Legend» из города Саскатун. Шо отыграл с ними девять месяцев, а затем вернулся обратно в Викторию. Кроме того, в этом году Шо играл с Филом Лэнзоном в группе «Paris».
В декабре 1978 года группа «Paris» подписала контракт с RCA и изменила своё название на «Grand Prix». С Берни группа записала альбом Grand Prix, который был выпущен в 1980 году. Когда же Берни вернулся со свадьбы своей сестры в октябре 1981 года он узнал, что он был заменён Робином Маколи.
В декабре 1981 года Шо стал участником «Praying Mantis». Другими участниками группы были Тино Трой (гитара), Крис Трой (бас-гитара), Дэйв Поттс (ударные) и Джон Бэвин (клавишные). Менеджером группы был Джон Колетта, известный по работе с Deep Purple, но у группы в то время были проблемы с получением контракта на запись. Берни записал с EP «Turn The Tables», выпущенную в 1982 году. В 1993 году был выпущен бутлег «live + singles», содержащий шесть песен, записанных с участием Берни во время выступления группы на Reading Festival, и фрагменты иных выступлений.
С декабря 1983 до середины 1984 года Берни Шо выступал в проекте экс-барабанщика Iron Maiden Клайва Барра «Clive Burr’s Escape». Там же играли коллеги Берни по Praying Mantis Крис и Тино Трой. Вскоре название группы была укорочено до «Escape».
В июле 1984 года группа снова меняет своё имя — теперь она называлась «Stratus». Как и «Praying Mantis», «Stratus» играли мелодичный хард-рок. Альбом «Throwing Shapes» был записан в студии «Frankfurter Dreamboat» с Тино Троем на гитаре, Аланом Нельсоном на клавишных, Крисом Троем на басу и Клайвом Барром на барабанах. Он был выпущен летом 1984 года. Песня «Run For Your Life» прозвучала в фильме «Атомная школа» (1986, США).
Когда «Stratus» выступали в лондонском «Marquee Club», одним из посетителей был гитарист Uriah Heep Мик Бокс. Предыдущий вокалист группы был только что уволен и Бокс искал нового вокалиста, который мог бы брать высокие ноты. Бокс тут же пригласил Берни на прослушивание в Uriah Heep, а затем нанял его в качестве нового фронтмена группы.
Первый альбом Берни Шо в составе «Uriah Heep» был «Live in Moscow».
В 1995 году у Берни Шо были серьёзные проблемы с голосом и он даже собирался оставить музыкальную карьеру. Для концертов в Австрии и Южной Африке был приглашён бывший вокалист «Uriah Heep» Джон Лоутон. Шо оправился после небольшой хирургической операции.
С конца 1995 года Берни начал время от времени выступать с группой «Transit» из Виктории, Канада. Группа играла кавер-версии Van Halen, 38 Special, Dan Reed Network, Stage Dolls, Foreigner, Ричи Самборы также некоторые композиции из репертуара Uriah Heep.
В августе и сентябре 1997 года в канадской студии «Rock Ridge» Берни записал вокальную партию для альбома своего друга Кевина Уильямса, с которым он выступает в «Transit». Альбом был посвящён жене Уильямса, которая умерла от рака на Рождество 1996 года. CD продавался только в Канаде. Берни Шо так же спел в 2001 году с румынской хэви-метал группой «Iris», на треке под названием «Lady in Black», который имел успех в Румынии.